# Nicholas Wiseman

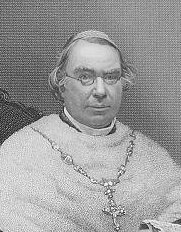
Nicholas Patrick Stephen Wiseman

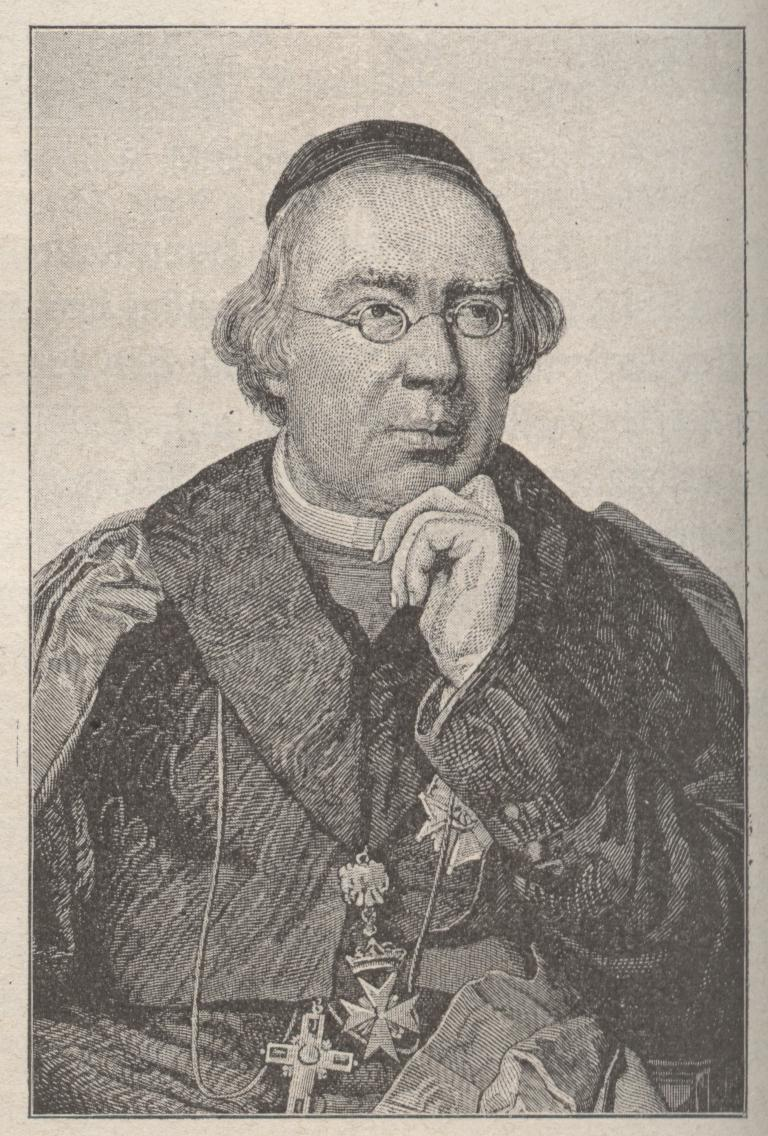
Nicholas Kardinal Wiseman, Stich um 1860, aus „Geschichte der Kirche Christi“ von Johannes Ibach, Benziger, Einsiedeln, 1916

Kardinalswappen

Nicholas Patrick Stephen Wiseman (* 2. August 1802 in Sevilla; † 15. Februar 1865 in London) war der erste Kardinal und Erzbischof der römisch-katholischen Kirche in England nach der Reformation.

## Leben
Wiseman war der Sohn von James Wiseman, einem aus Waterford stammenden Händler, der zu jener Zeit in Sevilla lebte, und dessen zweiter Ehefrau Xaviera Strange, die ebenfalls aus Waterford kam. Seine frühe Bildung erfuhr er in Waterford und am Ushaw College in Durham, England. Wiseman studierte in Irland und Rom katholische Theologie, er war Seminarist am Päpstlichen Englischen Kolleg, wo er am 7. Juli 1824  zum Doktor der Theologie promoviert wurde. Am 18. Dezember 1824 empfing er die niederen Weihen und am 19. März 1825 die Priesterweihe. Er wurde Vizerektor des Päpstlichen Englischen Kollegs. An der Universität La Sapienza lehrte er 1827 als außerordentlicher Professor Hebräisch und Syro-Chaldäisch. Von Juni 1828 bis Mai 1840 war er Rektor des Päpstlichen Englischen Kollegs.
Papst Gregor XVI. bestellte Nicholas Wiseman am 22. Mai 1840 zum Koadjutor des apostolischen Vikars für den Midland District in Birmingham mit dem Titularbistum Milopotamus. Die Bischofsweihe spendete ihm am 8. Juni 1840 in der Kapelle des Päpstlichen Englischen Kollegs in Rom Kardinal Giacomo Filippo Fransoni; Mitkonsekratoren waren der apostolische Vikar des Nordens, Jean Théodore Laurent, und  James Kyle, der apostolische Vikar des Norddistrikts von Großbritannien. Zum päpstlichen Thronassistenten wurde Nicholas Wiseman am 14. Juli 1840 ernannt. Am 2. September 1847 wurde er apostolischer Provikar des Erzbistums Westminster und am 28. Juli 1848 Koadjutor mit dem Recht der Nachfolge des apostolischen Vikars von London. Nach dem Tode Bischof Thomas Walshs trat Nicholas Wiseman am 18. Februar 1849 dessen Nachfolge an und wurde am 29. September 1850 zum Erzbischof von Westminster und damit zum ersten römisch-katholischen Bischof in London nach der Reformation erhoben. Damit gelang es ihm, die Wiederherstellung der katholischen Hierarchie in England und Wales durch Papst Pius IX. zu vollenden.
Papst Pius IX. erhob ihn im Konsistorium vom 30. September 1850 zum Kardinalpriester. Den Kardinalshut und die Titelkirche Santa Pudenziana verlieh der Papst ihm am 3. Oktober desselben Jahres. Damit war Nicholas Wiseman der erste Kardinal, der seit der Reformation wieder in England residierte.
Wiseman hatte maßgeblichen Einfluss auf die Konversionen von John Henry Newman und Henry Edward Manning.
Sein Grab befindet sich in der Krypta der Westminster-Kathedrale in London.

## Werke
Vielfach aufgelegt und übersetzt wurde bis in die neuere Zeit sein historischer Roman Fabiola (nicht identisch mit der hl. Fabiola), der die Schicksale mehrerer bekannter Opfer der diokletianischen Christenverfolgung (unter anderem die hll. Sebastian und Agnes) miteinander verknüpft und seine Vertrautheit mit der altchristlichen Literatur zeigt.

## Nachruf
Der Tod von Kardinal Wiseman wurde in den britischen Zeitungen ausführlich kommentiert. Die Londoner Abendzeitung The Star formulierte beispielhaft, was die Öffentlichkeit empfand:

“We have dwelt upon the great political and religious crisis which sprang up on the coming of Cardinal Wiseman, because it is mainly in connection with that crisis that England will remember the distinguished ecclesiastic who now lies dead. He came in storm; he has passed away in quiet. We do not say that his manner of coming was free from offence, but once installed it cannot be denied that he demeaned himself so as to discourage the revival of ill-feeling in the country. Despite the strange blending of nationalities represented in his parentage, birth, and education, Cardinal Wiseman was essentially an Englishman at heart. He was indeed thoroughly a man of the world, a courteous polished gentleman, a brilliant writer and speaker, an accomplished linguist. He was fond of society, and made friends and intimates among men of all parties and creeds. He loved art and the more elegant branches of literature. He represented his Church in her more showy, brilliant, and social character – as she is when she mingles with society and takes a quiet but active part in politics, and patronises art and loves pomp, and sustains the idea of hierarchial grandeur. Protestants as well as Catholics can well afford to bear cordial testimony to the great abilities, the varied acquirements, the high character, and, where private intercourse was concerned, the entirely liberal sentiments of Cardinal Wiseman. It was his misfortune, and ours, that he should have been introduced to the British public as the first English Cardinal of the modern era. But all must alike admit that he bore himself amongst us like a gentleman and a scholar; and all must surely regret to hear of the death of one who had so many splendid intellectual qualities and so many exalted and Christian virtues.”

„Wir haben uns mit der großen politischen und religiösen Krise befasst, die beim Amtsantritt Kardinal Wisemans ausbrach, denn vor allem im Zusammenhang mit dieser Krise wird England den bedeutenden Kirchenmann in Erinnerung behalten, der nun tot ist. Er kam im Sturm; er ging in Stille. Wir sagen nicht, dass die Art, wie er kam, frei von Anstoß war; aber nachdem er eingesetzt war, verhielt er sich unleugbar so, dass einem Wiederaufleben der Missstimmung im Land der Boden entzogen wurde. Kardinal Wiseman war, trotz der eigenartigen Nationalitätenmischung in seiner Abstammung, seinem Geburtsort und seiner Bildung, wesentlich und von Herzen ein Engländer. Er war in der Tat durch und durch ein Mann von Welt, ein Gentleman mit feinsten Umgangsformen, ein glänzender Schriftsteller und Redner, ein Meister der Sprache. Er schätzte die Geselligkeit und gewann Freunde und Vertraute unter Männern aller Parteien und Bekenntnisse. Er liebte die Kunst und die höhere Literatur. Er verkörperte seine Kirche in ihrem mehr nach außen gekehrten, glanzvollen und gesellschaftlichen Wesen – wie sie ist, wenn sie sich in die Gesellschaft mischt, wenn sie eine stille, aber aktive Rolle in der Politik spielt, wenn sie die Kunst fördert und den äußeren Aufwand liebt, wenn sie die Idee hierarchischer Größe und Würde vertritt. Protestanten wie Katholiken vergeben sich nichts, wenn sie freimütig die großen Fähigkeiten Kardinal Wisemans anerkennen, die weitgespannten Kenntnisse, den überlegenen Charakter und, was den privaten Umgang angeht, sein ganz und gar liberales Empfinden. Es war Missgeschick für ihn – und für uns –, dass er der britischen Öffentlichkeit als der erste englische Kardinal der Moderne vor Augen kam. Aber alle ohne Unterschied müssen zugeben, dass er unter uns auftrat wie ein Gentleman und ein Gelehrter; und alle müssen gewiss bedauern, vom Tod eines Menschen zu hören, der einen so glänzenden Intellekt und so viele herausragende und christliche Vorzüge hatte.“